# Kastell Fârliug

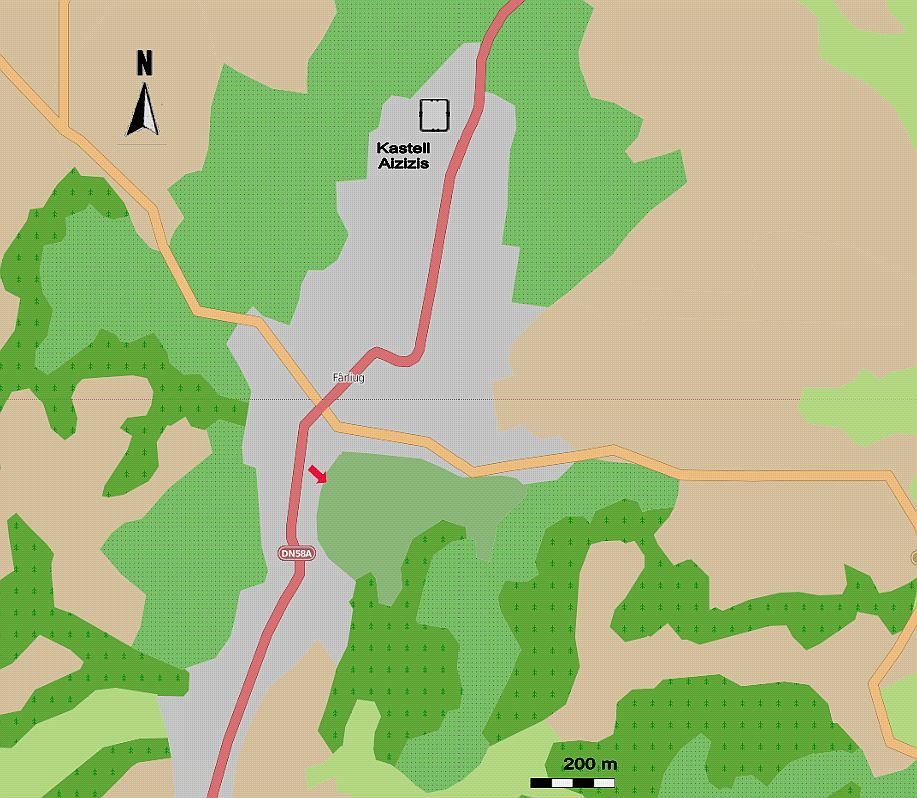
Lageskizze des Kastells in Bezug auf den modernen Ortskern

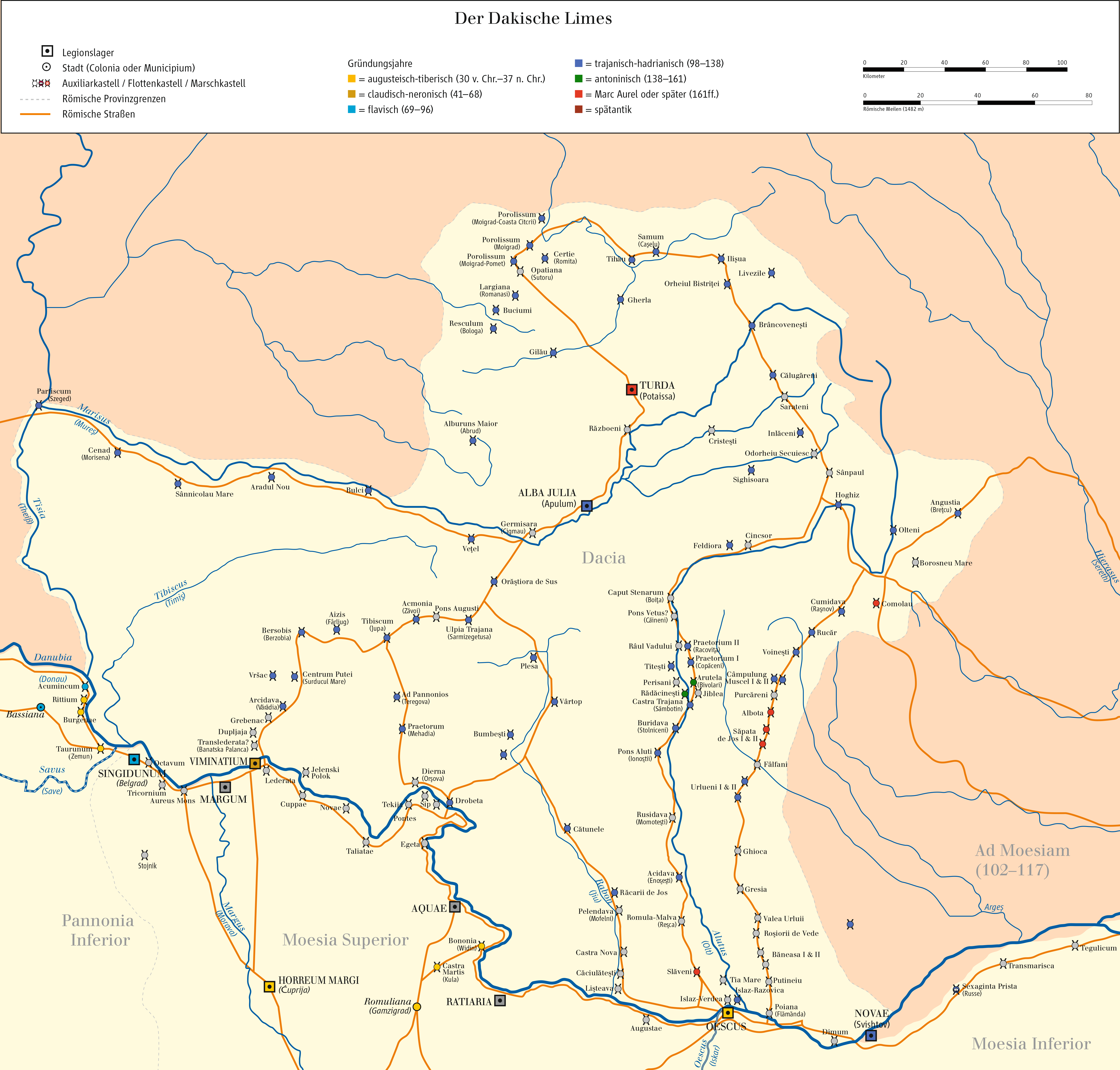
Verlauf der dakischen Limites

Das Kastell Fârliug (möglicherweise identisch mit dem antikem Aizis) war ein römisches Hilfstruppenlager etwas außerhalb von Fârliug, einer Gemeinde im Kreis Caraș-Severin. Der Ort liegt in der rumänischen Region Banat. In antiker Zeit war es ein Außenkastell des Dakischen Limes und gehörte administrativ zur Provinz Dacia superior.

## Lage
Das heutige Bodendenkmal liegt nördlich von Fârliug, knapp einen Kilometer Luftlinie vom Ortsrand entfernt. Topographisch befindet es sich auf einer Terrasse südlich des Flusses Pogăniş, in einer Entfernung von rund 800 m zu diesem. In antiker Zeit verlief hier die Straße vom Kastell Berzovia nach Tibiscum. Man hat den Platz mit dem antiken Aizis (andere Schreibweisen: Aigizis, Aigizidava, Aigis, Aixis, Azizis und Zizis) gleichgesetzt, das durch den Geographen Claudius Ptolemäus in dessen Geographike Hyphegesis überliefert ist. Diese Identität ist jedoch nicht gesichert. Eduard Nemeth und Dan Matei hielten eine Gleichsetzung des benachbarten Kastells Duleu mit Aizis für wahrscheinlicher, als die des Kastells Fârliug. Aus Trajans verloren gegangenem Werk Dacica über die Dakerkriege ist nur durch Priscian zufällig der Satz inde Berzobim, deinde Aizi processimus (i. S. v. „nachdem wir nach Berzovia vorgerrückt waren, rückten wir auch nach Aizis vor“) überliefert. Weitere Anhaltspunkte zu einer Lokalisierung aus schriftlicher antiker Überlieferung liegen nicht vor.

## Erkenntnisse
Das Kastell Fârliug ist nahezu vollständig unerforscht. Das Lager war vermutlich eine trajanische Gründung und wurde noch in derselben Periode wieder aufgegeben. Es konnte nur eine einzige Bauphase identifiziert werden, in der das Kastell als Holz-Erde-Konstruktion ausgeführt worden war.
Der Umriss des Militärlagers wurden als ein annähernd trapezförmiges, ungleichmäßiges Viereck beschrieben. Seine Abmessungen betragen rund 130 m mal  110 m mal 120 m mal 91 m, womit sich gemäß {\displaystyle A={\frac {(a+c)\cdot h}{2}}} eine Fläche von annähernd 1,25 Hektar ergibt. Das Lager war ungefähr in die vier Himmelsrichtungen orientiert, seine Längsseiten verliefen von West nach Ost.
Die Reste der Umwehrung mit einer Toröffnung im westlichen Wall waren 1997 noch als Bodenverformungen im Gelände zu erkennen. Über die in Fârliug stationierte Truppe ist nichts bekannt.

## Denkmalschutz
Die gesamte archäologische Stätte steht nach der Regierungsverordnung Nr. 43/2000 zum Schutz des archäologischen Erbes als Bodendenkmal unter Schutz und ist in mit dem Code 52794.02 in das Repertoriul Arheologic Național eingetragen. Zuständig sind das Ministerium für Kultur und nationales Erbe (Ministerul Culturii și Patrimoniului Național), insbesondere das Generaldirektorat für nationales Kulturerbe, die Abteilung für bildende Kunst sowie die Nationale Kommission für historische Denkmäler sowie weitere, dem Ministerium untergeordnete Institutionen. Ungenehmigte Ausgrabungen sowie die Ausfuhr von antiken Gegenständen sind in Rumänien verboten.